# Hòa Sơn, Đắk Lắk
Hòa Sơn là một xã thuộc tỉnh Đắk Lắk, Việt Nam.
Xã Hòa Sơn có diện tích 53,87 km², dân số năm 1999 là 8611 người, mật độ dân số đạt 160 người/km². Toạ lạc ngay dưới chân núi Cư Yang Sin hùng vĩ, bên con thác Krông Kmar xinh đẹp. Hiện nay, đang có một nhà máy thủy điện.
Xã Hoà Sơn tạm hiểu là: Vùng đất nhiều núi thanh bình. Dân ở đây chủ yếu là người Quảng Nam, là những người di dân kinh tế mới vào sau giải phóng.
Xã có một thôn người gốc Bình Định (thôn Quảng Đông), cũng là dân kinh tế mới vào đây lập nghiệp có một số hộ di chuyển từ Khu Tình thương (xã Hoà Đông, thị xã Buôn Ma Thuột), nay là thuộc phường Tân Hoà, thành phố Buôn Ma Thuột. Hộ ông Nguyễn (Trần) Trung, Nguyễn Hoà (cán bộ cách mạng), những người có thể coi là tiên phong tại thôn này. Xã có 1 buôn dân tộc Ê đê (buôn Ja).
Về nông nghiệp: Chủ yếu là lúa nước 2 vụ.
Về chăn nuôi: Chủ yếu là nuôi heo, bò. Hiện nay, việc chăn nuôi bò nhốt đang phát triển, được các gia đình tăng gia để phát triển kinh tế gia đình.